# 中山彰規
中山彰規（1943年3月1日—2025年3月9日）是一位日本體操選手，也是奧運金牌選手。中山彰規出生在愛知縣，畢業於中京大學，後來也在該校任教。2005年時入選國際體操名人堂。